# モハメド・フアジャ
モハメド・フアジャ（Mohamed Khouaja、1987年11月1日-）はリビアの男子陸上競技選手。専門は短距離走。
400mを得意としており、2009年の地中海競技大会や2010年のアフリカ陸上競技選手権大会では優勝している。2009年世界陸上競技選手権大会にも出場したが、準決勝で7位敗退している。

## 自己ベスト
- 200m - 20秒91 (2009年10月8日、ダマスカス)
- 400m - 44秒98 (2010年7月30日、ナイロビ)